# 曽於市立大隅中学校
曽於市立大隅中学校（そおしりつおおすみちゅうがっこう）は、鹿児島県曽於市大隅町岩川にある市立中学校である。

## 概要
2005年4月に当時の大隅町内にあった岩川中・大隅北中・月野中・恒吉中を統合して、旧岩川中の校舎に開校。同年7月、市町村合併により現在の校名に改称。現在の生徒数は220(8)人である。
恒吉・大隅北・大隅南・月野の地域はバス通学である。

## 制服
- 女子の制服はブレザーである。
- 男子の制服は学ランである。

また、平成30年度入学生から、制服が変わった

## 部活動
かなり盛んである。中でも強いのは野球部とソフトボール部である。ソフトボール部は、2018年九州大会2回戦まで進んだ。また、過去には、九州大会で、制覇もした。バスケットボール部は、平成28年度からできた部である。
- 野球部
- サッカー部
- 女子ソフトボール部(平成31年度卒業生卒部によって廃部となった)
- 女子ソフトテニス部
- 女子バレーボール部
- 卓球部
- 陸上部（現在部員減少のため活動休止）
- 剣道部
- 弓道部
- 吹奏楽部
- バスケットボール